# Finansministre fra Østrig
Det østrigske finansministerium afløste Østrig-Ungarns finansministerium. Dette skete, da kejserriget Østrig-Ungarn brød sammen i slutningen af 1918.

## Østrigske finansministre

### Første republik
Denne liste er ufuldstændig; hjælp gerne med at udfylde den.
- 1919 – 1920: Joseph Schumpeter

### Anden republik
Denne liste er ufuldstændig; hjælp gerne med at udfylde den.
- 1984 – 1986: Franz Vranitzky
- 1996 – 1997: Viktor Klima
- 2007 – 2008: Wilhelm Molterer
- 2008 – 2011: Josef Pröll
- 2013 – 2014: Michael Spindelegger
- 2014 – : Hans-Jörg Schelling

| Politik | Spire Denne artikel om politik og ideologi er en spire som bør udbygges. Du er velkommen til at hjælpe Wikipedia ved at udvide den. |